# История Великого княжества Литовского (1219—1295)
История Великого княжества Литовского с 1219 по 1295 годы — история создания и ранний период существования Великого княжества Литовского. В 1219 году двадцать один князь Литвы, Жемайтии, Рушковичей, Булевичей и Дяволтвы подписал мирный договор с Галицко-Волынским Княжеством. Это событие большинством учёных признаётся как первое доказательство того, что балтийские племена объединились и консолидировались. Великое княжество Литовское получило частичный контроль над землями Чёрной Руси, Полоцкого княжества, Минском и другими территориями к востоку от современной Литвы, которые оказались слабыми и уязвимыми после распада Древнерусского государства, несмотря на непрерывные войны с двумя христианскими орденами — Ливонским и Тевтонским. Начало XIII века знаменует конец предыстории Великого княжества Литовского.
Традиционно основателем государства, тем, кто объединил балтийские племена и создал княжество считается Миндовг. Однако некоторые учёные оспаривают это, утверждая, что организованные государства существовали и до Миндовга, возможно ранее 1183 года. После победы в междоусобной войне над своими племянниками, Миндовг был крещен в 1251 году и в 1253 году коронован как король Литвы. В 1261 году он расторг мир с Ливонским орденом, возможно, даже путём отказа от христианства. С убийством Тройната в 1263 году закончилась эпоха раннехристианского Королевства Литва. Ещё 120 лет княжество будет оставаться краем язычников, сопротивлявшихся Тевтонскому и Ливонскому орденам и их попыткам христианизации во время Северных крестовых походов.
После смерти Миндовга Великое княжество Литовское вошло в период относительной нестабильности, что подтверждается тем фактом, что в течение следующих 32 лет носителями титула Великого князя были целых семь князей. Об этом периоде мало что известно, однако Династия Гедиминовичей была основана как раз около 1280 года. Несмотря на нестабильность, Великое княжество не распалось. Витень пришёл к власти в 1295 году, и в течение следующих 20 лет заложил солидную основу для дальнейшего расширения княжества и его роста под руководством Гедимина и его сына Ольгерда. Если создание и укрепление Великого княжества пришлось на период с 1219 по 1295 года, то период после 1295 года ознаменовался его расширением.

## Создание государства

### Объединение балтов
Балты были вынуждены объединиться в значительной степени для защиты от внешних угроз агрессивных немецких религиозных орденов. В 1202 году рижским архиепископом Альбертом был учрежден Орден меченосцев, для содействия христианизации и завоевания ливов, куршей, земгалов, и эстов в районе Рижского залива. Орден провёл ряд успешных кампаний и представлял большую опасность для литовских территорий. Продвижение ордена было остановлено с его поражением в битве при Сауле в 1236 г., после которого он почти распался. В следующем году Ливонский орден был присоединён к Тевтонскому.
В 1226 году Конрад I Мазовецкий пригласил Тевтонских рыцарей защищать его границы и покорить Пруссов, предложив рыцарям воспользоваться землями у Хелмно (Kulm) как основой для своей кампании. В 1230 году они поселились в Хелмно, построили там замок и двинулись оттуда атаковать прусские земли. После 44 лет войн, несмотря на два восстания пруссов против них, им удалось завоевать большинство прусских племён. После этого, рыцари провели девять лет, завоевывая земли надровов, скальвов и ятвягов, и с 1283 года они получили удобные позиции, чтобы с запада угрожать молодому литовскому государству.
| Известные военные походы Литвы | Известные военные походы Литвы | Известные военные походы Литвы | Известные военные походы Литвы | Известные военные походы Литвы |
| Годы                           | На Ливонию                     | На Русь                        | На Польшу                      | Всего                          |
| ------------------------------ | ------------------------------ | ------------------------------ | ------------------------------ | ------------------------------ |
| 1201-1210                      | 12                             | 5                              | 1                              | 18                             |
| 1211-1220                      | 7                              | 6                              | 2                              | 15                             |
| 1221-1230                      | 2                              | 3                              | 2                              | 7                              |
| 1231-1240                      | -                              | 4                              | 1                              | 5                              |
| 1241-1250                      | 3                              | 9                              | 3                              | 15                             |
| 1251-1260                      | -                              | 6                              | 3                              | 9                              |
| 1261-1263                      | 2                              | 2                              | 2                              | 6                              |
| Всего                          | 26                             | 35                             | 14                             | 75                             |

Социальные изменения, которые происходили в Литве в течение этого периода, способствовали дальнейшему объединению литовских племен. Была создана система частного землевладения — (Аллод, на литовском  atolai), которая позже разовьётся в систему феодализма. Как свидетельствуют многие хроники, это стало основной формой организации управления земельной собственностью в XIII веке. В рамках этой системы, известной в странах Европы как Примогенитура (право первородства), наследовать земли мог только старший сын, что позволяло князьям консолидировать свои владения. Начали складываться также социальные классы и гильдии. Существовали классы профессиональных воинов — баёров — (bajorai) («будущие дворяне»)), свободных крестьян — лаукининков (laukininkas) и «несвободных» людей — кайминов (kaimynas) и шяйминикштов (šeimynykštis).
В целях обеспечения функционирования этой социальной структуры появилась необходимость создать единое государство. Другой объединяющей силой было желание воспользоваться землями Руси, пострадавшими от монгольского нашествия. Временные союзы среди литовских князей часто с успехом заключались для военных походов и грабежей, в эти земли (включая Псков, разграбленный в 1213 г). Вообще же, с 1201 по 1236 гг., литовцы организовали не менее 22 вторжений в Ливонию, 14 в Русь и 4 в Польшу. Однако административное управление завоёванными территориями уже требовало наличия сильной и единой центральной власти.

### Договор с Галицко-Волынским княжеством
Орден, основанный в 1202 г., представлял огромную опасность для племён балтов, что способствовало их объединению.
Некоторые данные свидетельствуют о том, что литовцы начали объединение своих сил на рубеже XIII века. Например, в 1207 году по всей Литве были набраны войска для борьбы против немецких монашеских орденов, а в 1212 году договор Довгерда с Новгородом оказывает определённое влияние на обширные территории. В течение первых двадцати лет XIII века литовцы организовали примерно тридцать военных экспедиции в Ливонию, Русь и Польшу. Историк Томас Баранаускас (лит. Tomas Baranauskas) утверждает, что можно говорить о том, что Литовское государство не позднее 1183 г. уже существовало.
Однако первым убедительным доказательством того, что балты объединились, считается договор с Галицко-Волынским княжеством, подписанный в 1219 году. Подписавшие Договор стороны включают 21 литовского князя; Он указывает на то, что пять из них были старшими и таким образом имели преимущество перед оставшимися шестнадцатью. Предположительно старшим князем был Живибунд, поскольку его имя было упомянуто первым. Миндовг, несмотря на свою молодость, и его брат Довспрунк были перечислены в числе старших князей. Это означало, что они унаследовали свои титулы. Остальные два старшие князя: Довьят (лит. Daujotas) (упомянут вторым) и его брат Вилигайла (лит. Viligaila) (упомянут последним из пяти).
Договор имел важное значение по нескольким причинам. Это показывает, что литовские князья действовали совместно; в списке подписавших сторон были князья, которые правили отдельными землями, например, Жемайтией, вероятно, не имевшими до того контактов с Галицко-Волынским княжеством. Их участие предполагает восприятие общих интересов, что показывает зарождающееся государство. Однако, обозначение пяти князей как «старших» показывает, что процесс объединения не был ещё завершён. Включение 21 князя показывает, что различные земли в Литве были достаточно мощные и полунезависимые. Историки считают договор интересным документом, отразившим длительный и сложный процесс формирования государства. Ход объединения был неравномерным; например, после смерти князей Довгерда (Dangerutis) в 1213 году и Стекшиса (лит. Stekšys) в 1214 году, литовцы организовали уже меньше походов.

### Возвышение Миндовга
Миндовг, князь, правивший Южной Литвой между реками Неманом и Нярисом в итоге и стал основателем государства. В Ливонской рифмованной хронике в 1236 году Миндовг был назван правителем всей Литвы . Способ, которым он сумел заполучить этот титул, известен недостаточно хорошо. В русских летописях упоминается, что он убил или изгнал ряд других князей, включая своих родственников.
В 1236 году князь Викинт привел силы Жемайтии к победе в битве при Сауле, в которой рыцари Ливонского ордена потерпели поражение. Кажется, при том Викинт не получил поддержки от Миндовга. Личная власть Викинта возросла. Ливонский орден оказался на грани развала и был вынужден стать «филиалом» Тевтонского ордена. Объединённый Орден отправился на завоевание Жемайтии, так как только эта земля мешала им в консолидации своих территорий. Союз этих агрессивных держав не мог быть оставлен без внимания в литовских землях и, наверное, ускорил дальнейшее развитие процесса объединения. Около 1239 Миндовг присоединил к себе ослабевшую Чёрную Русь и назначил своего сына Войшелка управлять ей. В начале 1240-х, Миндовг установил и укрепил свою власть в различных балтийских землях. В 1245 году Миндовг послал своих племянников Товтивила и Эдивида, сыновей Довспрунка и Викинта завоевать Смоленск, но они не добились успеха. В 1249 году вспыхнула междоусобная война, так как Миндовг стремился захватить земли своих племянников и Викинта.
Товтивил, Эдивид и Викинт сформировали мощную коалицию с жямайтами, Ливонским орденом, Даниилом Галицким (шурином Товтивила и Эдивила) и Василько с Волыни против Миндовга. Одни только поляки, приглашённые Даниилом, отказались принять участие в коалиции против литовцев. Князьям Галиции и Волыни удалось получить контроль над Чёрной Русью, территорией, где правил сын Миндовга Войшелк. Товтивил отправился в Ригу, где был крещён архиепископом. В 1250 г. Орден организовал два больших похода: один против земли Нальша и другой — против владений Миндовга и тех частей Жямайтии, которые по-прежнему его поддерживали.
Атакованный с севера и с юга и стоящий перед возможностью беспорядков в других местах Миндовг очутился в крайне сложном положении, однако сумел использовать в своих интересах конфликт между Ливонским орденом и рижским архиепископом Альбертом. Он преуспел в подкупе магистра ордена Андреаса фон Штирлянда (Andreas von Stierland), который был все ещё рассержен на Викинта за поражение в 1236 г. В 1251 году Миндовг решил принять крещение и отказаться от контроля над некоторыми землями в Западной Литве, а взамен он должен был получить корону. В 1252 году Товтивил и его оставшиеся союзники атаковали Миндовга в Ворута, иногда считаемой первой столицей Литвы. Атака провалилась, и силы Товтивила отступили, чтобы защищаться в замке Твярай, в настоящее время — посёлок, входящий в Ретавское самоуправление. Викинт умер около 1253 г, и Товтивил был вынужден вновь присоединиться к Даниилу Галицкому. Даниил примирился с Миндовгом в 1254 г.; Чёрная Русь была передана Роману, сыну Даниила. Войшелк, сын Миндовга, решил уйти в монастырь. Товтивил признал превосходство Миндовга и получил Полоцк как лен.

## Королевство Литва
Как и было обещано, Миндовг и его жена Марта были коронованы в течение лета 1253 года, и таким образом было объявлено создание Королевства Литва, провозглашённого папой в 1251 году. 6 июля ныне отмечается как «День государственности» (на литовском:  Valstybės diena); Это официальный праздник в современной Литве. Однако точная дата коронации не известна; вычисления, которые провёл историк Эдвардас Гудавичюс, иногда оспариваются, однако, именно они стали основанием для принятия этой даты. Место коронации также пока остаётся неизвестным.
Папа Иннокентий IV поддержал Миндовга, надеясь, что новое христианское государство сможет остановить набеги, предпринимаемые Золотой Ордой, государством Монгольской империи. 17 июля 1251 года, папа подписал две важнейших Буллы. Одна из них назначала епископа из Хелмно провести коронацию Миндовга в качестве короля Литвы, назначить епископа для Литвы, а также построить там собор. Другая булла уточняла, что новый епископ будет непосредственно подчиняться Папе Римскому. И это стало приятным известием для литовцев, ввиду их обеспокоенности тем, что в другом случае чрезмерно большой контроль над новым государством получит их давний антагонист, Ливонский орден.
Ввиду различных конфликтов интересов, потребовалось некоторое время, прежде чем был назначен епископ Литвы. На эту должность сперва был назначен епископ из Гнезно Вит, монах Доминиканского ордена, но он не был признан Миндовгом и принят народом. Деятельность Вита в Литве неизвестна, хотя иногда он ассоциируется с собором, построенным Миндовгом. Наконец, в 1254 году, был назначен Кристиан (на литовском: Kristijonas) из Ливонского ордена. Миндовг наделил его некоторыми землями в Жямайтии, однако о его деятельности известно крайне немного. В исторических источниках этого периода не найдено упоминаний о каком-либо спонсировании миссионеров, образовании для священников или строительстве церквей, в то время, как епископ Кристиан вернулся в Германию в 1259 году, где он и умер в 1271 году. Подтверждение закладки собора Миндовгом пока остаётся спорным, однако недавние археологические раскопки обнаружили остатки кладки кирпичного здания XIII века на территории современного кафедрального собора в Вильнюсе. Большинство полагает, что остатки принадлежат собору Миндовга, построенному во исполнение соглашения с папой. Однако, как показали более поздние события, литовцы оказали сопротивление крещению Миндовга, и оно оказало лишь временное влияние на дальнейшие события.
Сразу же после коронации Миндовг передал Ливонскому ордену некоторые западные земли — части Жемайтии, Надровии и Дайнавы. Имеется некоторая неопределённость, отдавал ли Миндовг Ордену земли и когда, в последующие годы (1255, 1257, 1259, 1261) . Сделки, возможно, были сфальсифицированы Орденом; ход событий по этому сценарию подкрепляется тем фактом, что в некоторых из документов упоминались земли, которые на деле никогда не были под контролем Миндовга. Независимо от этого, примерно на восемь лет был обеспечен относительный мир и стабильность. Миндовг использовал это, чтобы получить возможность сосредоточиться на расширении на восток. Он усилил своё влияние в Чёрной Руси, в Пинске и воспользовавшись распадом Киевской Руси завоевал Полоцк, крупный центр торговли в бассейне Западной Двины. Он также провёл мирные переговоры с Галицко-Волынским княжеством и выдал дочь за сына Даниила Галицкого Шварна, который позже станет великим князем литовским. Были также укреплены дипломатические отношения с Западной Европой и Святым Престолом. В 1255 году Миндовг получил разрешение от папы Александра IV короновать сына как короля Литвы. На внутренней арене Миндовг стремился создать государственные учреждения: свой собственный двор, административную систему, дипломатическую службу и денежную систему. Получила распространение серебряная гривна (на литовском:  Lietuvos ilgieji) указывавшая на государственную принадлежность.
Ливонский орден использовал этот период для консолидации своего управления на землях Жямайтии. Они построили три замка вдоль границы: Мемельбург (Клайпеда), Георгенбург (Юрбаркас) и Добен (Дурбе — ныне в Латвии). Жемайты в ответ, избрав Альгмина военным вождём, напали на Курляндию, поскольку тогдашние боевые успехи Ордена были более чем скромными. В 1259 году Ливонский орден проиграл битву при Скуодасе, а в 1260 году Битву при Дурбе. Первое поражение воодушевило земгалов на восстание, а последующее — спровоцировало на восстание против Ордена Пруссов. Великое прусское восстание продолжалось 14 лет. Воодушевленный победами своего племянника Тройната (Траняты)Миндовг разорвал мир с Орденом. Некоторые Хроники намекают, что он вернулся обратно в язычество, хотя это утверждение спорно Однако все дипломатические успехи, достигнутые после его коронации были утрачены..
Затем Миндовг сформировал альянс с новгородским князем Александром Невским и двинулся против Ордена. Тройнат повел армию на Цесис также сражаться в Мазовии, надеясь побудить все завоеванные балтийские племена на восстание и объединить их под началом Литвы. Хотя он добивался успехов в боях, ему не удалось захватить укрепленные замки или разжечь искры восстания коалиции балтов против Ордена. Его личное влияние возросло тогда ввиду того, что Миндовг сосредоточился на завоевании русских земель, направив большое войско на Брянск. В конце концов приоритеты Тройната и Миндовга оказались разными.
В разгар этих событий умерла жена Миндовга Марта, и Миндовг выразил желание жениться на жене Довмонта. Довмонт и Тройнат в ответ на это оскорбление в 1263 году убили Миндовга и двух его сыновей, Руклиса и Рупейкиса. Литва с тех пор переходит в годы внутренней нестабильности.

## Годы после Миндовга

### Годы нестабильности
После смерти Миндовга государство не распалось, а титул Великого князя перешёл к Тройнату. Однако власть его была шаткой. Вызов ему бросил Таутвил, так и не отказавшийся от притязаний на престол. Таутвил был также убит Тройнатом в результате покушения.
Однако всего годом позже, в 1264 году бывшие слуги Миндовга убили самого Тройната. Его сын Войшелк и его шурин Шварн с Волыни взяли на себя правление Литвой. Довмонт был вынужден бежать в Псков, был крещён под именем Тимофей и успешно там правил с 1266 по 1299 год, и даже был причислен к лику святых.
В 1265 году Войшелк, как христианин, примирился с Ливонским орденом и без поддержки из Литвы зажжённое Тройнатом восстание балтов стало затухать. В 1267 году он вернулся к монашеской жизни, отдав Великое княжество Шварну.
О Шварне и его правлении мало что известно, однако историки полагают, что он не смог взять под контроль всю Литву и правил только её южной частью. Умер он в 1269 или 1271 году в Галиции.

### Правление Тройдена
Обстоятельства, при которых пришёл к власти в 1269 году следующий правитель, Тройден, неясны. С самого начала его отношения с Галицко-Волынским княжеством были напряженными, что в конечном итоге привело к войне 1274—1276 гг. Выиграв битву, Тройден укрепил свой контроль над Чёрной Русью. Тройден, известный своей антинемецкой позицией, также успешно боролся и с Ливонским орденом. В 1270 он выиграл Битву при Карусе на льду возле острова Сааремаа. Однако в 1272 году Орден нанёc ответный удар, напав на Земгалию и построив замок Динабург (Даугавпилс) в 1273 на землях, номинально контролируемых Тройденом. Несколько лет спустя, в 1281, Тройден завоевал замок Ерсика — (ныне территория Прейльского района) и получил возможность обменять его на замок Динабург. Динабург оставался литовским форпостом до 1313 года. В 1279 году Орден напал на литовские земли, дойдя до Кярнаве, но по пути обратно потерпел крупное поражение в Битве под Айзкраукле. Магистр ордена Эрнст фон Рассбург погиб в бою, а завоеванные Земгалы восстали. Земгалы были готовы признать старшинство Литвы и попросили у Тройдена помощи. Однако вскоре Тройден умер, а восстание не достигло успеха.
 Царствование Тройдена было самым долгим и стабильным режимом в период беспорядков. После его смерти орден окончательно закрепил свои завоевания: завоёванные балтийские племена больше не восставали и Орден теперь смог сосредоточиться на Литве.
В 1274 г. завершилось Великое прусское восстание, и тевтонцы приступили к покорению других балтийских племен: в 1274—1277 гг. были покорены Надровы и Скальвы, в 1283 году -Ятвяги, а в 1291 г. Ливонский орден завершил завоевание Земгалии, последнего балтийского союзника Литвы, и теперь мог обратить всё внимание на Литву. «Буферной зоны» из других балтийских племён не стало, и Литва в битвах против Ордена теперь могла рассчитывать лишь на собственные силы.

### Возвышение Гедиминовичей
Существует значительная неопределенность в отношении Великого княжества Литовского между смертью в 1282 Тройдена и приходом к власти Витеня в 1295 г.. Этим мы обязаны отчасти тому, что два основных источника по истории Литвы в XIII веке, Ипатьевской летописи и Ливонской рифмованной хронике, заканчивают описание на начале 1290-х. В 1285 году одна хроника в качестве Великого князя упоминает Довманта из Литвы. Он атаковал епископа Тверского и при том был тяжело ранен или вовсе убит. Однако это единственная информация о нём.
Гедиминовичи начали своё возвышение в Литве с момента появления их первого предводителя, Будикида. В 1289, возглавив около 8000 войско, он напал на Самбию. В 1289 году Тевтонские рыцари построили замок Тильзит — ныне Советск и активизировали набеги. Будикид был первым, кто построил сильные замки вдоль Немана.
В 1290 или 1292 году он умер, и корону унаследовал его брат Будивид (известный также как Пукувер). Князь был отцом Витеня и, возможно,Гедимина. Во время своего короткого правления он пытался защитить княжество от Тевтонского ордена; также напал на Мазовию, союзника рыцарей. Его сын Витень, придя к власти в 1295 году, завершил период относительной нестабильности. Его царствование знаменует переход от зарождения государственности к точке, где держава стала готова к расширению.

## Наследие
Государство, которое объединил и которым правил Миндовг, представляло собою первое литовское государство. Оно обеспечило надёжную защиту литовцев и жямайтов от ассимиляции, проводимой тевтонскими рыцарями и Ливонским орденом, судьбы пруссов, скальвов, куршей, селов и других балтийских племён. Миндовг правил на территории этнической Литвы, около 100000 км2, с населением примерно 300 000 чел. Славянские земли под его контролем и влиянием составляли ещё также не менее 100000 км2. Около 1430 г., на пике своего развития, во время правления Витовта Великого, Великое Княжество контролировало около 930000 км2 с населением почти 2,5 миллиона человек.
В период с 1219 по 1295 гг. также формы будущих конфликтов: язычники- литовцы были окружены агрессивными Римско-католическими орденами на севере и юго-западе и приверженцами Православной Церкви на Востоке. Набеги католических орденов усилились после того, как они победили «буферную зону», созданную 1283 пруссами, надровами, скальвами, ятвягами и земгалами. Отношения литовцев с православной церковью были более мирными. Народу разрешалось исповедовать свою религию; Литовские князья не колеблясь женились на дочерях православных князей; по крайней мере при том условии, что хотя бы часть княжеских писцов должны были быть православными. Борьбой с тевтонскими рыцарями и экспансией на Восток характеризовались годы с 1295 по 1377. Стало очевидно, что Литва не сможет оставаться навсегда в религиозной, политической и культурной изоляции и придется выбрать между католицизмом или православием. В 1386 г., Великий князь Ягайло избрал крещение в католический обряд, женившись на Ядвиге, и стал Королём Польши Владиславом II; Последнее языческое государство в Европе было обращено в христианство.